# Famiglia Báthory di Gágy (clan Aba)
La famiglia Báthory di Gagy, del clan Aba, rappresenta un importante ramo della nobiltà ungherese. Questo lignaggio è legato ad altre prominenti famiglie Báthory che hanno influenzato la storia dell'Ungheria.
Il cognome Báthory è associato a quattro famiglie storiche, che hanno avuto un ruolo chiave nella storia medievale e moderna dell'Ungheria. Alla fine del XVII secolo, le quattro linee principali della famiglia Báthory si estinsero per linea maschile.
1. Báthory di Somlyó
2. Báthory d'Ecsed
3. Báthory di Szaniszlófi
4. Báthory di Gagy[2]

Ognuna di queste famiglie ha svolto un ruolo fondamentale nella storia medievale e moderna dell'Ungheria. Tuttavia, alla fine del XVII secolo, le quattro linee della famiglia Báthory si estinsero dal lato maschile, portando alla scomparsa completa del cognome. Alcune persone con diverse varianti del cognome Bátori esistono ancora oggi, ma la maggior parte di essi non ha alcuna connessione con le famiglie storiche, poiché nel 1787 il re Giuseppe II emanò un decreto che obbligava le persone ad adottare nomi tedeschi o ungheresi. Così, a metà del XIX secolo, a molte persone fu concesso di adottare anche nomi storici, come Báthory, Rákóczy, ecc.
Questo articolo si concentra specificamente sulla famiglia Báthory di Gagy del clan Aba, esplorando la sua peculiare traiettoria storica e i suoi contributi.

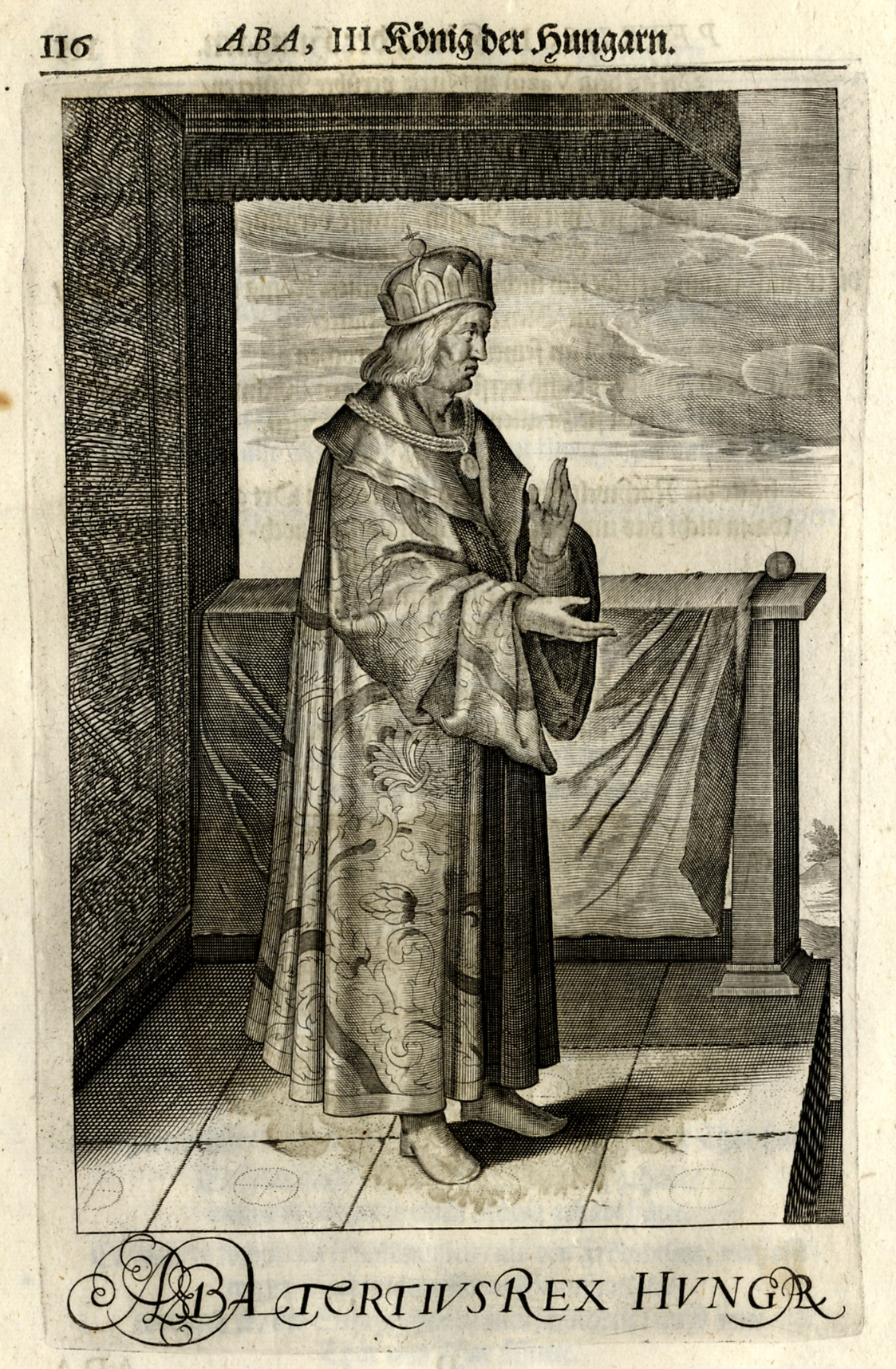
Il re Samuele Aba

## Il clan Aba

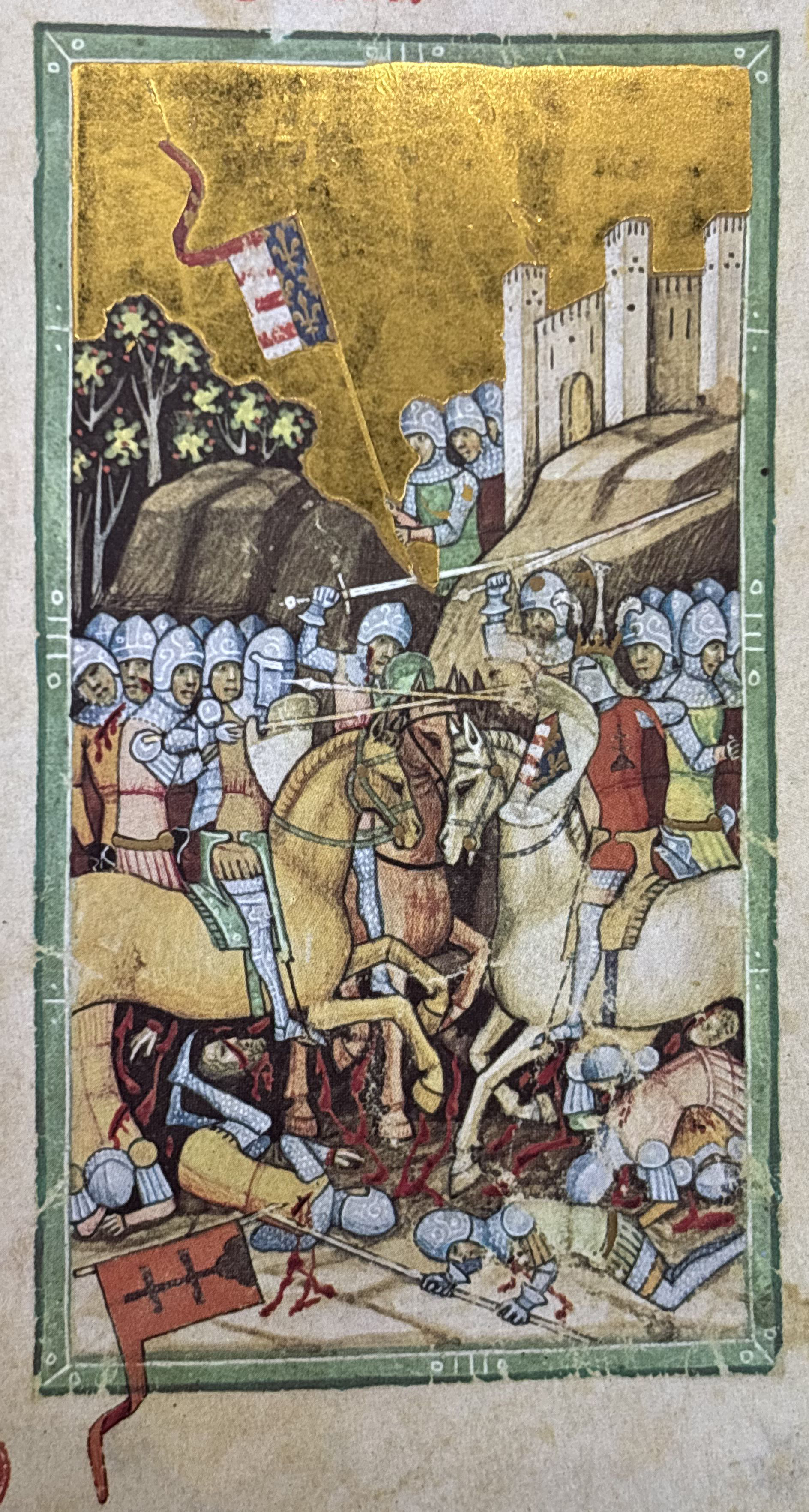
Battaglia di Rozgony

La famiglia Báthory di Gagy discende dal re Samuele Aba, cognato di Stefano I d'Ungheria, il primo re d'Ungheria. Sotto la sua guida, il clan Aba svolse un ruolo cruciale nel consolidamento del nascente Stato ungherese. La loro influenza crebbe ulteriormente sotto la dinastia Árpád, che concesse loro numerosi feudi e terre. La costruzione del castello di Szalánc è attribuita al conte Péter del clan Aba. Il castello fu menzionato per la prima volta nel 1230 e svolse un ruolo importante nella politica regionale. Nel 1330, il conte Péter II, signore di Szalánc (antenato del ramo Báthory), si alleò con Mateo III Csák e altri nobili influenti contro il re Carlo Roberto d'Angiò. La sconfitta nella batalla de Rozgony portò alla perdita del castello di Szalánc a favore del conte Guglielmo Drugeth, illustrando i cambiamenti di lealtà e fortune dell'epoca.

## Ascesa del nome Báthory
Il nome Báthory emerse agli inizi del XIV secolo, quando la famiglia consolidò la sua posizione come importanti proprietari terrieri. Miklós I, conosciuto in alcuni documenti come Miklós Sirokay per il patrimonio Siroka del padre, il conte Péter II d'Aba, o come Miklós Grevin e Miklós Gereven, probabilmente a causa del suo titolo di 'Graf' o 'Greve' (conte), fu una figura chiave nella famiglia. Ricoprì il ruolo di portiere reale dal 1338 al 1342 e successivamente fu nominato |voivoda (duca) di Transilvania. Le sue funzioni amministrative e militari evidenziano l'influenza crescente della sua famiglia. A Miklós furono concesse le proprietà di Gagy e Gagybátor nella contea di Abaúj, a testimonianza dello status privilegiato che lui e la sua famiglia godevano presso la corona. Nel tempo, Miklós e i suoi discendenti costruirono vari edifici importanti in queste aree, tra cui un castello residenziale e uno fortificato con torri a Gágy, oltre a un altro castello residenziale a Gagybátor. Questi castelli non erano solo simboli di potere e prestigio, ma servivano anche come roccaforti strategiche in un'epoca di costante instabilità politica e minacce militari."

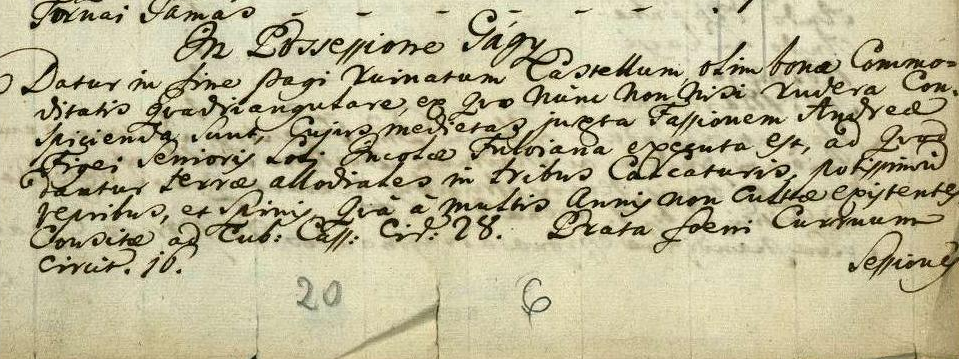
Un dettaglio dal censimento fondiario del 1703 segnala che il castello di Gagy era già in rovina

Sfortunatamente, nessuna di queste strutture ha sopravvissuto agli estragi del tempo, in gran parte a causa dei costanti conflitti con i turchi ottomani e gli austriaci, che hanno devastato la regione. Questi castelli, come molti altri in Ungheria, sono stati vittime di secoli di guerra, rimanendo solo frammenti della loro antica grandezza. Oggi, esistono solo nei registri storici, come testimoni di un lignaggio nobile che un tempo fu prospero e delle tempeste turbolente che hanno affrontato.

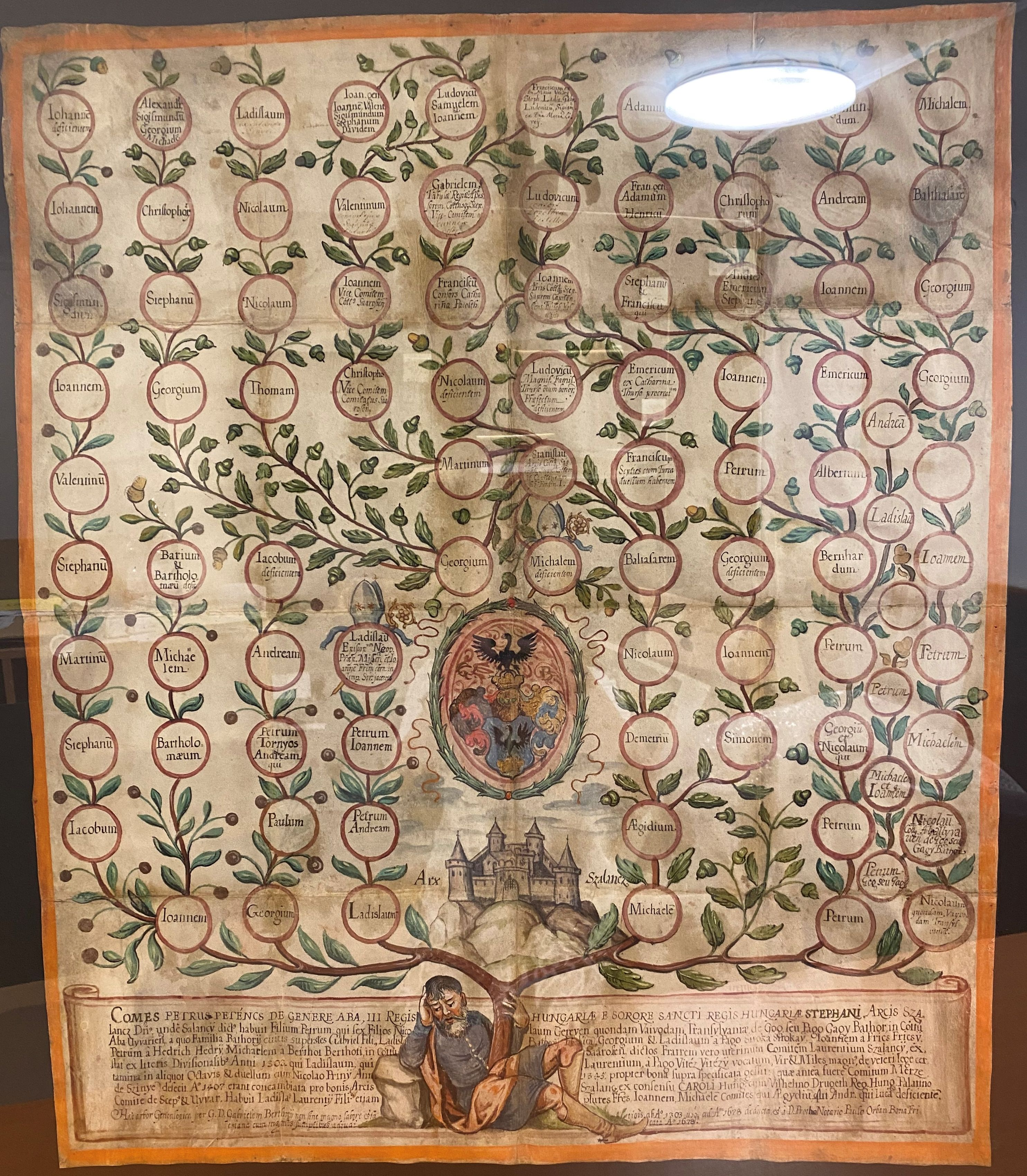
Genealogia della famiglia Báthory di Gagy a partire dal conte Péter II d'Aba, signore di Szalánc, e suo figlio Miklós I, voivoda di Transilvania, padre del ramo Báthory.

Dopo queste concessioni, Miklós I e i suoi discendenti iniziarono a usare il nome "Báthory di Gagy", derivato dalle sue proprietà in Gagy e Gagybátor. Fu János III a formalizzarlo nei documenti ufficiali, consolidando l'identità del ramo Báthory del clan Aba.
La linea maschile della famiglia Báthory di Gagy si estinse nel 1689 con la morte di Gábor II, che non lasciò eredi. Questa estinzione incise profondamente sul patrimonio e le proprietà familiari, segnando la fine di un'era per una delle case nobili più storiche d'Ungheria.

## Connessioni familiari e significato storico
Un membro notevole della famiglia Báthory di Gagy è stata Katalin Hetesi Pethe, madre di László IV Báthory e Katalin Báthory. Il suo lignaggio era collegato a influenti famiglie medievali tramite sua madre, Margareta Perényi, moglie del generale László Hetesi Pethe.

## Araldica e simboli
I traguardi araldici della famiglia Báthory di Gagy sono registrati nel Siebmacher's Wappenbuch di Johann Ambrosius Siebmacher, un catalogo di scudi d'armi europei. Siebmacher, araldo e orafo tedesco, illustra il grande e il piccolo sigillo della famiglia, che riflettono il suo status nobiliare e documentano le sue tradizioni araldiche.

## La famiglia Báthory nell'era moderna
Recentemente, Tibor Báthory-Szőnyi ha svolto un ruolo chiave nella verifica del lignaggio della famiglia Báthory, rintracciando la sua ascendenza al ramo femminile, specificamente a Katalin, figlia di Sigismundo Báthory di Gagy. Questa ricerca è stata condotta presso il Dipartimento di Registri Civili, utilizzando diversi documenti dell'Archivio Nazionale e altri documenti civili ed ecclesiastici.
Il lavoro di Tibor Báthory-Szőnyi, specialmente il suo libro Noblesse Oblige, esplora la traiettoria storica della famiglia Báthory e il suo impatto nella società ungherese. Non solo racconta eventi e figure chiave, ma analizza anche i suoi contributi culturali e sociali. Il suo lavoro è essenziale per preservare il retaggio della famiglia e arricchire la nostra comprensione del suo ruolo nella storia d'Ungheria. Il libro è stato tradotto da Gianluca Ozzola ed è stato pubblicato anche in italiano per l'Europa Authentica Cultural Organization.

## Familiari correlati

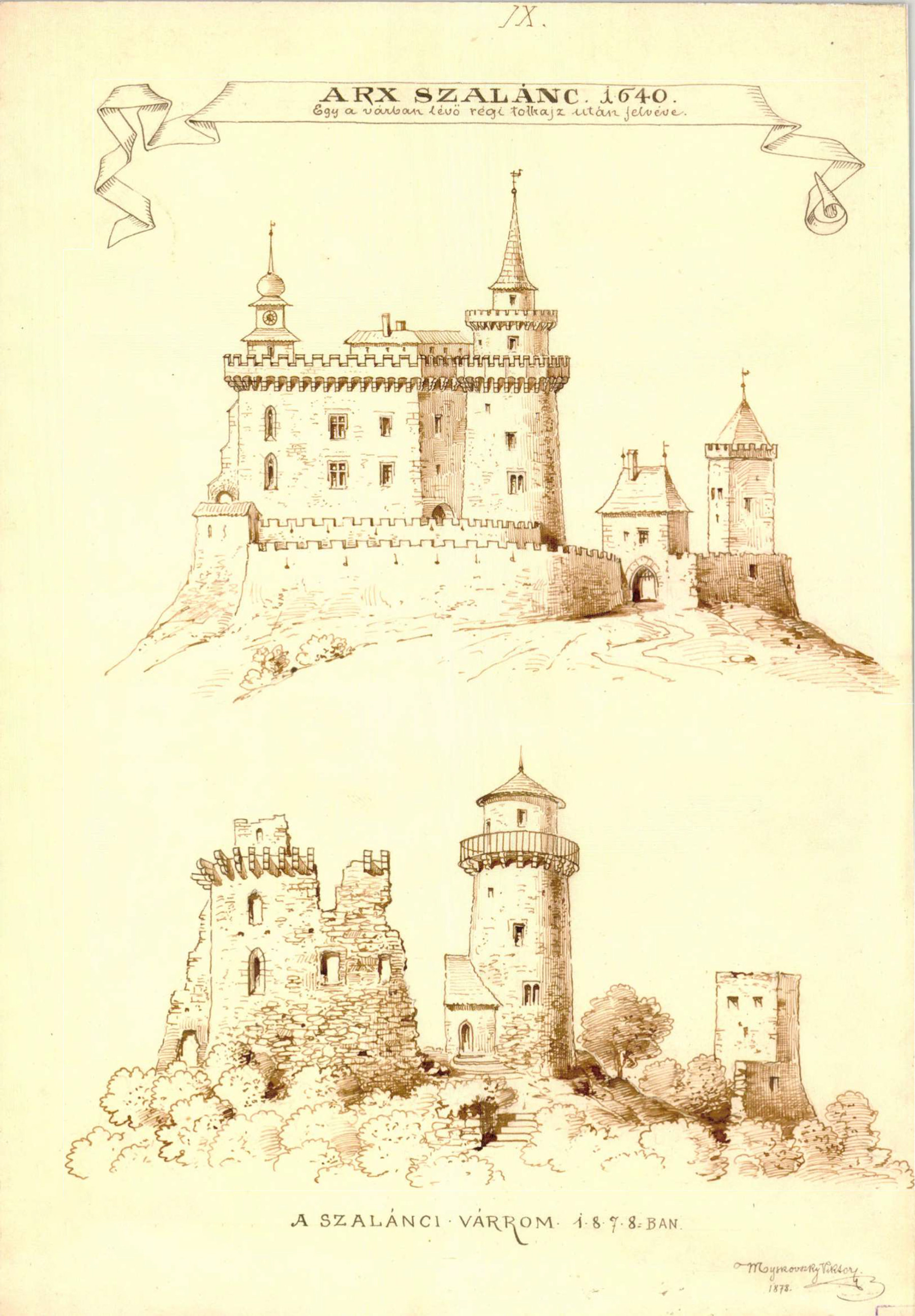
Il castello di Szalánc nel disegno di Myskovszky: nel 1640 era ancora in buono stato, ma nel 1878 rimanevano solo le sue rovine.

Samuele Aba – il terzo re d'Ungheria
Amadeo Aba – Palatino d'Ungheria 
Conte Peter d'Aba – Signore di Szalánc
Miklós I Voivoda (duca) di Transilvania
László di Gagy – la lapide del 1332 del fratello di Miklós I è notevole per essere una delle più antiche d'Ungheria, con un bellissimo stile eraldico gotico che rappresenta l'antico scudo d'armi del clan Aba..